# Histoire de Québec et de sa région (volume III)
 (décembre 2023).
Motif : Parle-t-on du seul volume III ou des trois tomes (ouvrage dans son ensemble) ?
Histoire de Québec et de sa région est un ouvrage rédigé en trois tomes. Publiés en 2008, les auteurs sont Marc Vallières, Yvon Desloges, Fernand Harvey, Andrée Héroux, Réginald Auger, Sophie-Laurence Lamontagne et André Charbonneau.
Cet ouvrage s'inscrit dans la réalisation d’un projet de collection dirigé par Normand Perron cherchant à exposer une histoire de chacune des régions du Québec, éditée par les Presses de l'Université Laval ainsi que par l’Institut national de recherche scientifique (INRS), autrefois l'Institut québécois de recherche culturelle (IQRC). Dix-huitième ouvrage appartenant à la collection Les régions du Québec, le troisième tome concerne l’histoire de Québec à l'époque contemporaine, allant sur une période de 1940 à sa date de sa publication en 2008. En ce qui a trait aux chapitres du premier tome, le premier est rédigé par Andrée Héroux, le second par Réginald Auger, le troisième, quatrième et le cinquième par Yvon Desloges, avec collaboration d’André Charbonneau. Le sixième chapitre est rédigé par Yvon Desloges et le septième par Andrée Héroux. Au sein du second tome, on doit la rédaction des chapitres des chapitres 8, 9, 10 à Marc Vallières, le chapitre 11 à Fernand Harvey et le chapitre 12 à Marc Vallières et André Héroux. Au sein du troisième tome on doit la rédaction de quatre chapitres à Marc Vallières et l'on doit à Fernand Harvey et Sophie-Laurence Lamontagne la rédaction du chapitre 21.
Histoire de Québec et de sa région est le travail d’un vaste regroupement d’historiens et d'historiennes ainsi que de spécialistes de disciplines connexes, comme la géographie, l'anthropologie et l’archéologie. Son auteur principal est l'historien Marc Vallières, professeur de l'Université Laval retraité depuis 2007. Il est détenteur d'un diplôme de niveau doctoral en histoire, ainsi que d’un second diplôme doctoral en sciences de l’administration obtenus à l'Université Laval. Il est spécialiste en histoire urbaine du Québec, notamment sous une approche économique. Yvon Desloges est un chercheur en histoire opérant auprès de Parcs Canada depuis 2010. Il est également professeur associé au département des sciences historiques de l’Université Laval. Il oriente la plupart de ses études historiques vers l’alimentation au cœur de la vallée laurentienne . Fernand Harvey est historien et sociologue se spécialisant sur le sujet large de la culture. Quant à Andrée Héroux, elle est une géographe historienne. Réginald Auger, lui, est professeur titulaire au département d’archéologie de l’Université Laval auquel on doit notamment les fouilles de la Basse-Ville de Québec, notamment sur le site du palais de l’intendant. Ses fouilles de la Basse-Ville sont actives depuis 2004. Sophie-Laurence Lamontagne s’intéresse pour sa part à l'univers culturel de Québec, de ses mœurs et coutumes.

## Contexte historiographique

### Prémices d'une histoire régionale du Québec
Il ne s’agit pas du premier ouvrage portant sur Québec et sa région immédiate. La première moitié du XXe siècle avait vu la publication de nombreux ouvrages d’histoire de certaines régions et paroisses, surtout l'œuvre d’ecclésiastiques et de spécialistes non-historiens. Mgr David Gosselin avait publié une histoire du Cap-Santé en 1899 et l’histoire de la paroisse St-Laurent de l’Île d’Orléans en 1908. On doit aussi une importante bibliographie à l’archiviste en chef de la province de Québec Pierre-Georges Roy, qui publia lui aussi un ouvrage sur l’île d’Orléans (1928), mais surtout une imposante histoire de la ville de Québec en deux volumes, sortie en 1930 . Mais c’est au géographe français Raoul Blanchard que l’on doit les premières grandes synthèses régionales du Québec, ses études publiées de 1930 jusqu’à sa mort en 1965 portant entre autres sur la Gaspésie, la Mauricie, Québec et Montréal .

### La nouvelle approche historienne
Une véritable approche historienne de l’histoire régionale au Québec ne commença qu’au début des années 1980. L’historiographie régionale était alors très inégale, certaines régions disposant de nombreuses publications locales tandis que d’autres régions en étaient dépourvues. Ce renouveau de l’intérêt des historiens pour cet aspect de l’histoire se fit par étapes progressives. Fernand Harvey ouvrit le débat à l’été 1980 dans un article portant sur l’importance historique des régions du Québec. L'Institut québécois de recherche culturelle (IQRC) emboita le pas la même année en lançant le chantier des histoires régionales avec une histoire de la Gaspésie, sorti en 1981. Ce chantier devait fournir à terme une monographie de synthèse sur l’histoire de toutes les régions du Québec. Cependant, la notion de région posait des problèmes aux historiens travaillant sur le projet. Le schéma conceptuel avancé par Blanchard avait vieilli et était trop géographique. Une nouvelle approche d’analyse fut donc mise de l’avant, basée sur l’histoire sociale, concentrée autour des domaines de la démographie, du socio-économique et de la vie culturelle . Plus encore, les différents volumes prendraient la forme de grandes synthèses des connaissances, fournissant ainsi une porte d’entrée à l’historiographie des régions.

### Contexte de production de l’œuvre
En ce qui a trait à Histoire du Québec et de sa région, le projet fut lancé en 1995 et devait initialement se terminer en 2001. Cependant, les nombreuses découvertes documentaires forcèrent les auteurs à revoir la taille du projet, qui fut repoussé sur plusieurs années avant de finalement être publié en 2008.

## Éditions
Histoire de la ville de Québec et de sa région n’a pas été réédité depuis sa première sortie en 2008. Cependant, il existe pour tous les ouvrages de la collection « Les régions du Québec » des condensés rassemblés dans une collection parallèle dirigée par Normand Perron : « Les régions du Québec… en bref ». Dû à un large cadre régional, le contenu d’Histoire de Québec et de sa région a été résumé dans plusieurs synthèses, tous écrites par Marc Vallières (voir section notes).

## Plan et structure
Le Tome III couvre les cinq derniers chapitres d'Histoire de Québec et de sa région, soit les chapitres 18 à 22. Ces chapitres s'intitulent respectivement :
1. Québec en transition vers une économie de services
2. Les institutions de la capitale et de la Communauté urbaine
3. Population et société dans une ville moderne
4. La vie culturelle, 1940-2008
5. Une région rurale envahie par la Modernité, 1940-2008

À la suite de la conclusion, se trouve la section Notes. Celle-ci rassemble toutes les notes concernant l’ensemble des 22 chapitres répartis au sein du Tome I, Tome II et Tome III. Qui plus est, l'appareil scientifique à la fin du troisième tome d'Histoire de Québec et de sa région inclut également la Liste des Tableaux, des figures et des cartes richement fournies. On retrouve également l'Index et finalement la Table des matières. Les deux dernières pages du Tome III présentent la carte du Québec et de toutes ses régions, à laquelle sont jointes les couvertures des ouvrages correspondants aux régions dont traite chaque livre de la collection « les régions du Québec ».

## Description du contenu
Le tome III, à l’exception d’un chapitre, est rédigé par Marc Vallières. Ce dernier cherche à exposer d’emblée l’évolution et la transition de l’économie et des divers services sociaux que connait la ville de Québec en tant que centre urbain important et nouvelle capitale nationale. L'impact social, culture, démographique et économique de la ville sur les banlieues et les campagnes avoisinantes devint donc de plus en plus important. Québec sortit véritablement de son image considérée comme « archaïque » et décida d'ajouter et d’améliorer ses infrastructures routières, médicales, éducatives, sociales, etc. De plus, sous la plume de Fernand Harvey et Sophie-Laurence Lamontagne, un chapitre est consacré à l’univers artistique pluridisciplinaire, en constante évolution entre 1940 et 2008.

## Réception critique et universitaire
Histoire de Québec et de sa région a immédiatement joui dès sa sortie en 2008 d’un excellent accueil auprès de la critique. Il fut rapidement considéré comme le meilleur titre de la collection « les régions du Québec ». Divers observateurs encensèrent l'ouvrage de critiques élogieuses, le professeur d’histoire moderne à l'Université de la Tuscia (Italie) Matteo Sanfilippo louangeant sa capacité à offrir une relecture de l’histoire du Québec grâce à de nouveaux liens et une inclusion du débat historiographique dans le propos de l’œuvre . Les nombreuses années de recherche ont porté fruit, une documentation fortement étayée étant largement reconnue comme une des grandes forces des trois volumes. Denis Vaugeois vante quant à lui le travail de synthèse effectué par un regroupement d’historiens qu’il juge solide et honnête . Ils les considèrent comme des sommités dans leurs domaines respectifs et cela se transmit selon lui dans la richesse de la documentation. Ces qualités valurent aux trois volumes le prix Clio-Québec 2009. Le comité de sélection justifia son choix en invoquant non seulement la richesse documentaire, mais aussi la rigueur des analyses présentées ainsi que la grande vision des auteurs, qui ont su situer Québec dans des cadres plus larges, surtout aux niveaux géographiques et socio-économiques.
Le seul bémol majeur de l'ouvrage provient de son accessibilité. Quoique la collection « les régions du Québec » s’adresse au grand public, il fut décidé par les auteurs d’Histoire de Québec et de sa région de proposer un ouvrage accessible, mais destiné selon Vallières à un public plus informé dû à la grande variété de livres destinés au grand public portant déjà sur la ville de Québec. Dans une entrevue publiée en mars 2008 dans la revue Cap-aux-Diamants, Vallières admit que l’ouvrage ne pouvait être lu facilement d’une couverture à l’autre et que le lecteur moyen allait avant tout chercher les parties qui l’intéresse pour ignorer le reste de l’ouvrage . L’auteur décrit ainsi le livre comme un ouvrage « consommable de façon sélective, à petite doses, en fonction des intérêts du lecteur ». De plus, sa taille monumentale (2 530 pages sur trois volumes) rend l’ouvrage difficilement consultable dans la vie quotidienne, surtout lorsque vient le besoin de le déplacer . Ces déplacements deviennent encore plus dangereux compte tenu d’une qualité matérielle de l’ouvrage jugée au mieux comme passable. Finalement, Histoire de Québec et de sa région reste, malgré son objectif de synthèse, un ouvrage de référence qui trouve plus sa place dans la bibliothèque des intéressés que dans les mains du grand public.  